# بشر مریسی
بشر بن غیاث مَریسی با کنیهٔ ابوعبدالرحمان (۷۵۵ – ۸۳۴م) فقیه حنفی، متکلم معتزلی و محدث مصری مرجئی بود. به خلق قرآن باور داشت، فرقهٔ مریسیه به او متصل می‌شدند. با شافعی مناظره داشت. 